# Pseuderemias savagei
Espèce
Synonymes
- Eremias savagei Gans, Laurent & Pandit, 1965

Pseuderemias savagei est une espèce de sauriens de la famille des Lacertidae.

## Répartition
Cette espèce est endémique du Somaliland en Somalie.

## Étymologie
Cette espèce est nommée en l'honneur de Jay Mathers Savage.

## Publication originale
- Gans, Laurent & Pandit 1965 : Notes on a herpetological collection from the Somali Republic. Annales du Musée Royal de l'Afrique Centrale. Série in Octavo, Science Zoologique. Tervuren, vol. 134, p. 1-93.